# Exilisia bilineata
Exilisia bilineata är en fjärilsart som beskrevs av De Toulgoët 1954. Exilisia bilineata ingår i släktet Exilisia och familjen björnspinnare. Inga underarter finns listade i Catalogue of Life.